# Domus de janas di Sedini
La domus de janas (letteralmente "casa delle fate") di Sedini, o "La Rocca", come la chiamano gli abitanti, era inizialmente una necropoli scavata nella roccia, la cui origine viene fatta risalire al IV o al III millennio a.C.

## Descrizione
Alcune particolarità rendono "La Rocca" di Sedini unica nel suo genere, al punto da essere definita "la cattedrale delle domus de Janas": la prima è che si trova nella via principale del paese, all'interno del centro storico e non, come nella maggior parte dei casi, in luoghi sperduti o difficilmente raggiungibili; la seconda è che è stata realizzata in un enorme masso che si trova completamente in superficie e per questo motivo, probabilmente, viene considerata la più grande della Sardegna. La terza particolarità è che, pur avendo mantenuto una parte delle sue caratteristiche originali, nei secoli ha subito diverse trasformazioni ed utilizzazioni che l'hanno resa parte viva del paese: è stata prigione, luogo di ricovero per animali, negozio, sede di partito e abitazione privata. Una parte conserva intatta la struttura medievale, con il focolare scavato al centro della stanza nel pavimento roccioso e scale a chiocciola ricavate nella viva roccia.
A metà degli anni novanta è stata acquisita dall'amministrazione comunale e trasformata nel tempo in sede naturale di museo permanente delle tradizioni etnografiche di Sedini e dell'Anglona.

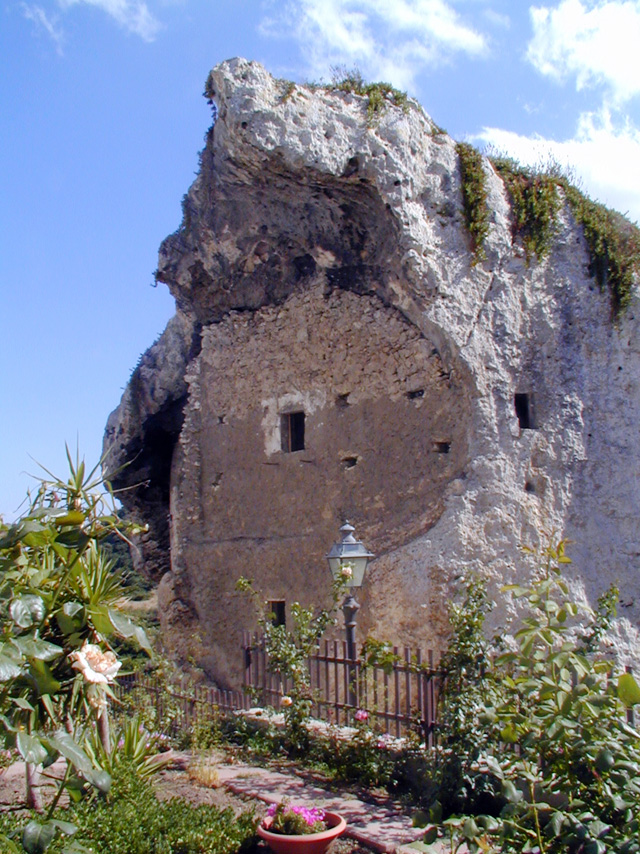
Prospetto da est

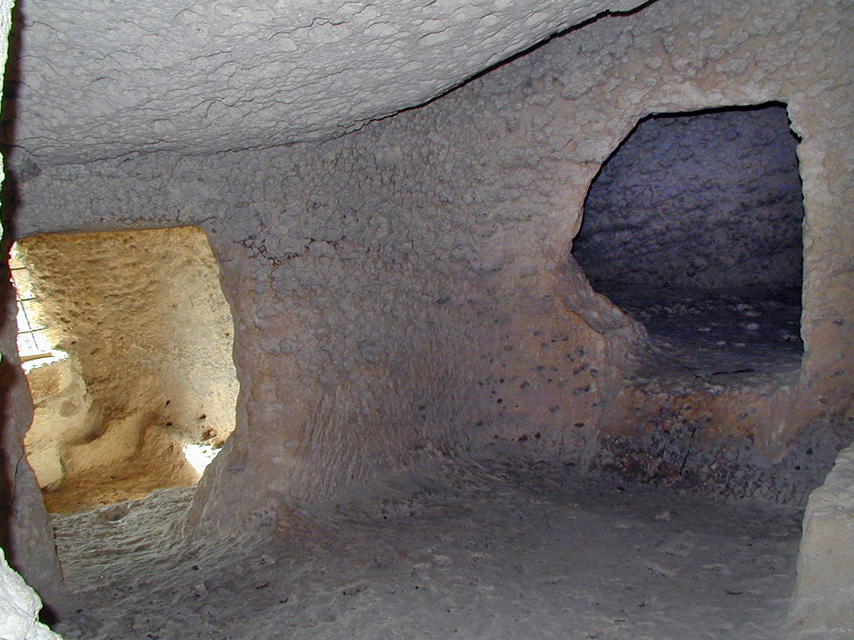
Vista degli interni

Vi si possono ammirare: una mostra fotografica sul territorio di Sedini (paesaggio, siti archeologici, flora e fauna); una mostra etnografico-antropologica di oggetti e utensili di uso quotidiano, domestici e da lavoro, a partire dal 1700; pregevoli "ricostruzioni ambientali", con oggetti di ottimo pregio espositivo della vita quotidiana anglonese e della tomba neolitica.